# Єлинська (Архангельська область)
Єлинська (рос. Елинская) — присілок в Вельському районі Архангельської області Російської Федерації.
Населення становить 18 осіб. Входить до складу муніципального утворення Пежемське муніципальне утворення.

## Історія
Від 1937 року належить до Архангельської області.
Від 2004 року належить до муніципального утворення Пежемське муніципальне утворення.

## Населення
| 2002 | 2010 | 2012 | 2014 |
| ---- | ---- | ---- | ---- |
| 33   | ↘20  | ↗45  | ↘18  |